# Vlastiboř (ort i Tjeckien, lat 50,66, long 15,31)
Vlastiboř är en ort i Tjeckien. Den ligger i den norra delen av landet, 90 km nordost om huvudstaden Prag. Vlastiboř ligger 493 meter över havet och antalet invånare är 122.
Terrängen runt Vlastiboř är lite kuperad.Runt Vlastiboř är det ganska tätbefolkat, med 65 invånare per kvadratkilometer. Närmaste större samhälle är Jablonec nad Nisou, 11,9 km nordväst om Vlastiboř. I omgivningarna runt Vlastiboř växer i huvudsak blandskog.